# Distrikt Pazos
Der Distrikt Pazos liegt in der Provinz Tayacaja in der Region Huancavelica im Südwesten von Zentral-Peru. Der Distrikt wurde am 31. Januar 1951 gegründet. Er besitzt eine Fläche von etwa 232 km². Beim Zensus 2017 wurden 5427 Einwohner gezählt. Im Jahr 1993 lag die Einwohnerzahl bei 7501, im Jahr 2007 bei 7511. Sitz der Distriktverwaltung ist die 3840 m hoch gelegene Ortschaft Pazos mit 1321 Einwohnern (Stand 2017). Pazos befindet sich 27 km nordwestlich der Provinzhauptstadt Pampas.

## Geographische Lage
Der Distrikt Pazos liegt am Westrand der peruanischen Zentralkordillere im Westen der Provinz Tayacaja. Das Gebiet wird nach Osten über Río Acocra und Río Huanchuy zum Río Mantaro hin entwässert.
Der Distrikt Pazos grenzt im Süden und im Südwesten an die Distrikte Acraquia, Acostambo und Ñahuimpuquio, im Westen und im Nordwesten an die Distrikte Cullhuas und Pucará (beide in der Provinz Huancayo), im Nordosten an den Distrikt Pichos sowie im Osten an den Distrikt Huaribamba.

## Ortschaften
Im Distrikt gibt es neben dem Hauptort folgende größere Ortschaften:
- Carampa
- Chuquitambo (526 Einwohner)
- Coyllorpampa (405 Einwohner)
- Mullaca (430 Einwohner)
- San José de Aymara (305 Einwohner)
- Santa Cruz de Ila (439 Einwohner)
- Tongos (367 Einwohner)